# Peugeot 208
Peugeot 208 je malý automobil, vyráběný od roku 2012. Je následníkem typu 207. Snaží se navázat na typy 205 a 206, je tedy menší a lehčí než Peugeot 207. Vyráběl se jen jako pěti nebo třídvéřový hatchback, od roku 2019 v druhé generaci už jen jako pětidveřový hatchback.

## Závodní verze

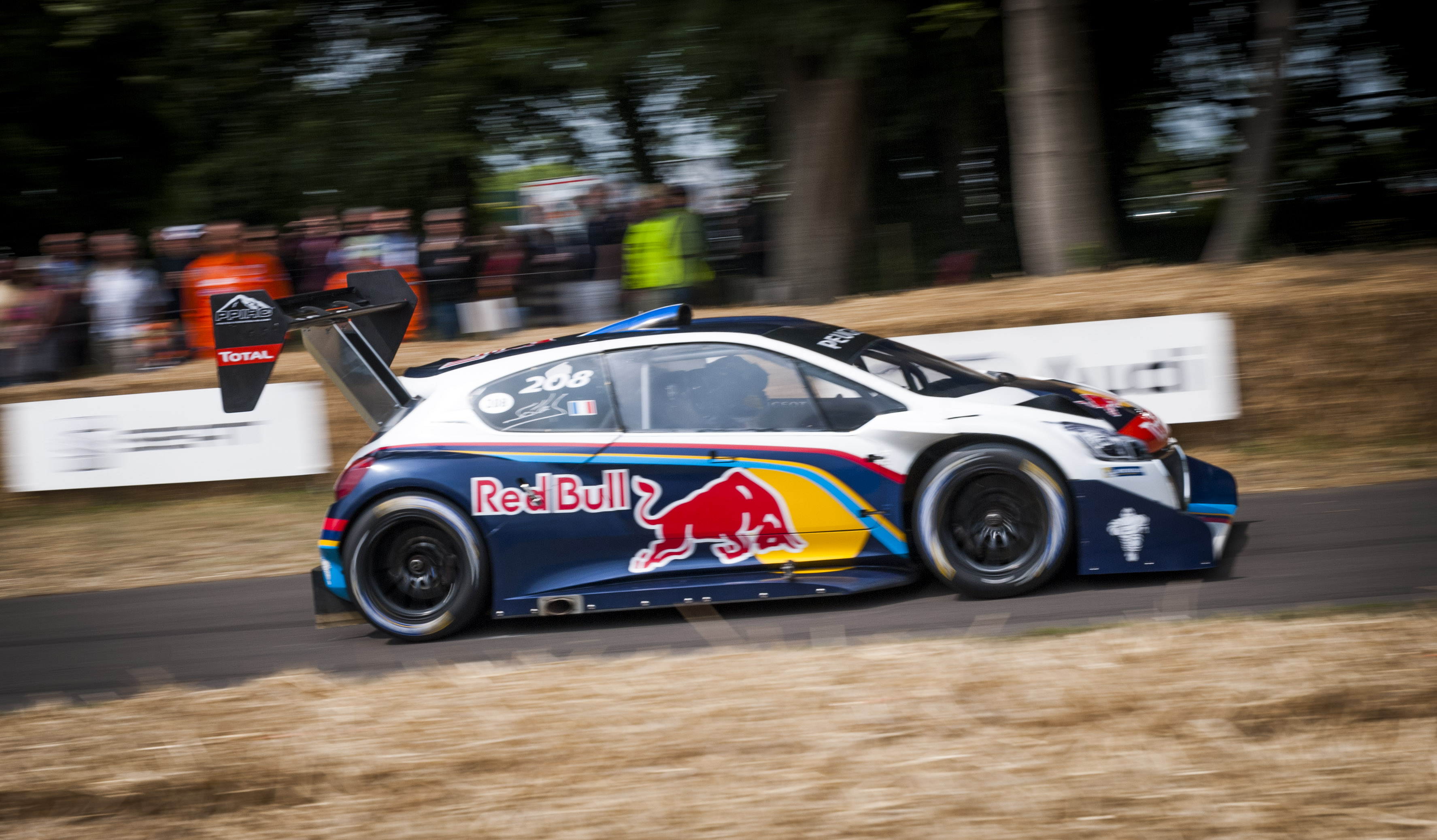
Peugeot 208 T16 na Goodwoodském festivalu rychlosti

### Peugeot 208 T16 Pikes Peak
Závodní automobil postavený speciálně pro závody do vrchu Pikes Peak International Hill Climb. Vůz má podélně umístěný motor 3,2 V6 se dvěma turbodmychadly, výkon 644 kW a točivý moment 883 N.m. V roce 2013 s ním Sebastien Loeb vyhrál závod celkově a zároveň stvořil nový rekord 8:13,878 minut, čímž významným rozdílem překonal čas 9:46.164 z předchozího roku. Peugeot tak navázal na své výhry v roce 1988 a 1989.

### Peugeot 208 Type R5

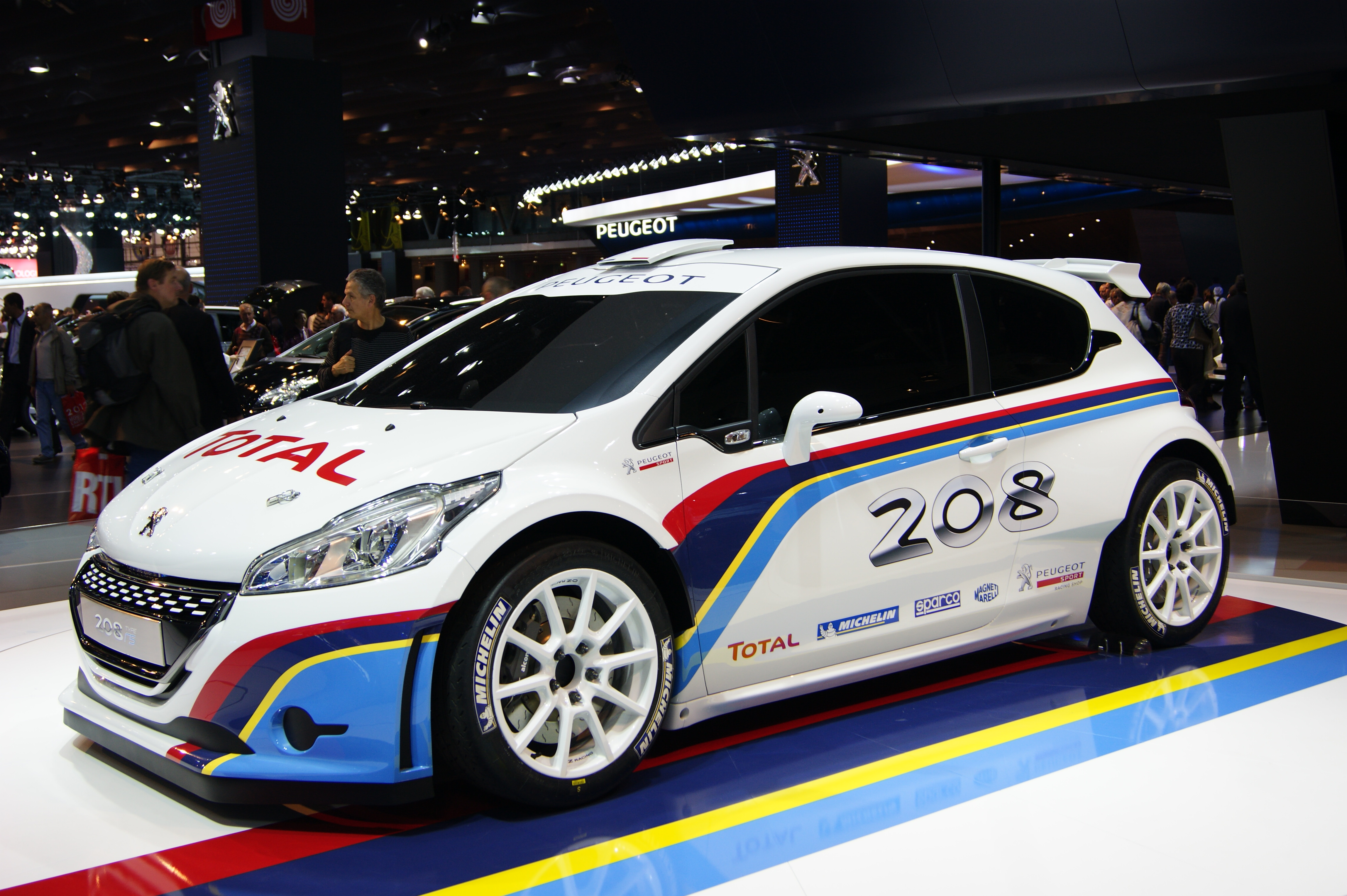
Peugeot 208 R5

Vůz se představil v roce 2012 a stal se prvním automobilem kategorie R5, která nahrazuje třídu S2000 Motor je přeplňovaný čtyřválec o objemu 1,6 litru, výkon má 280 koní.

### Peugeot 208 R2 Rally

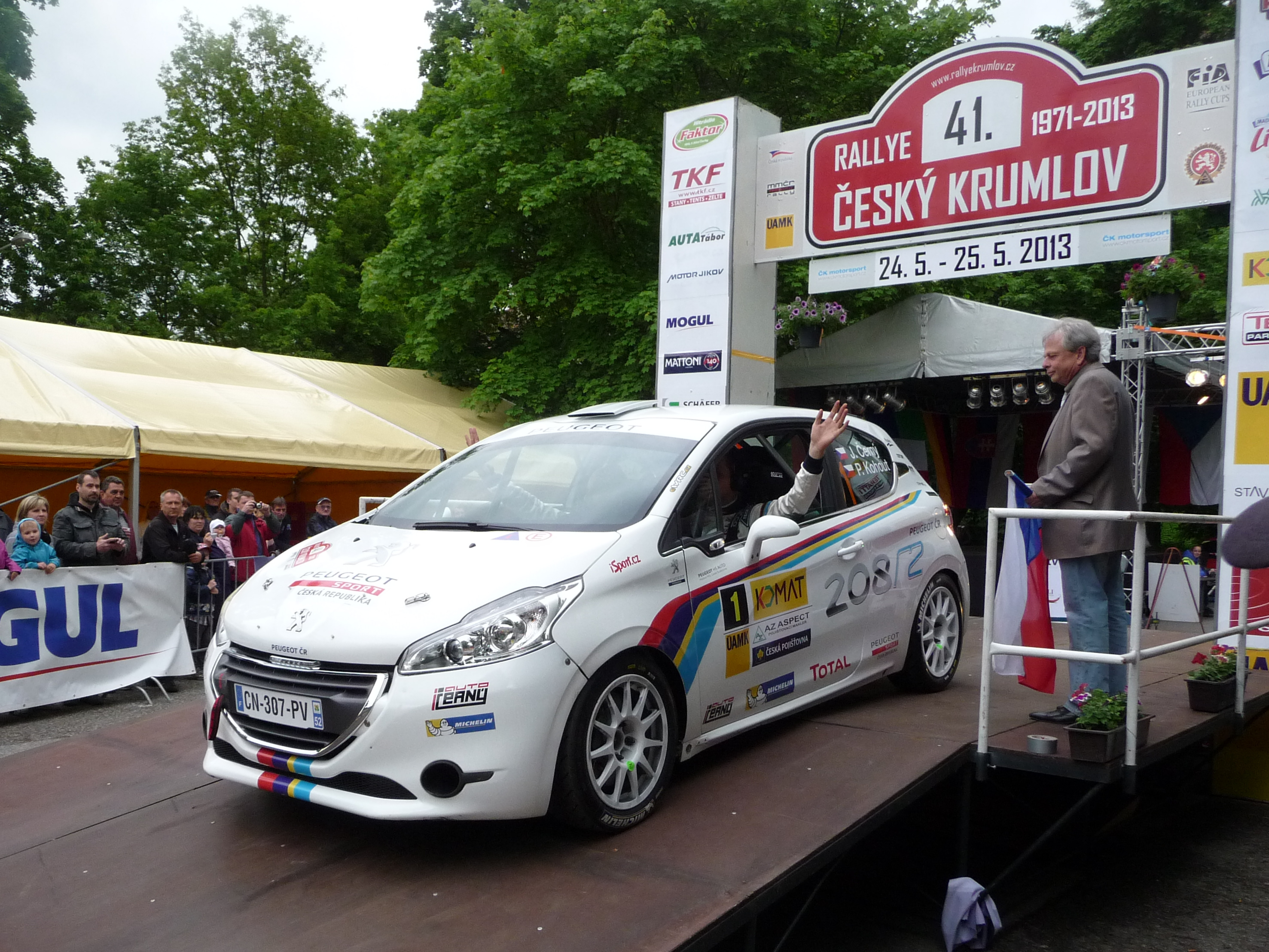
Posádka Černý-Kohout s Peugeotem 208 R2

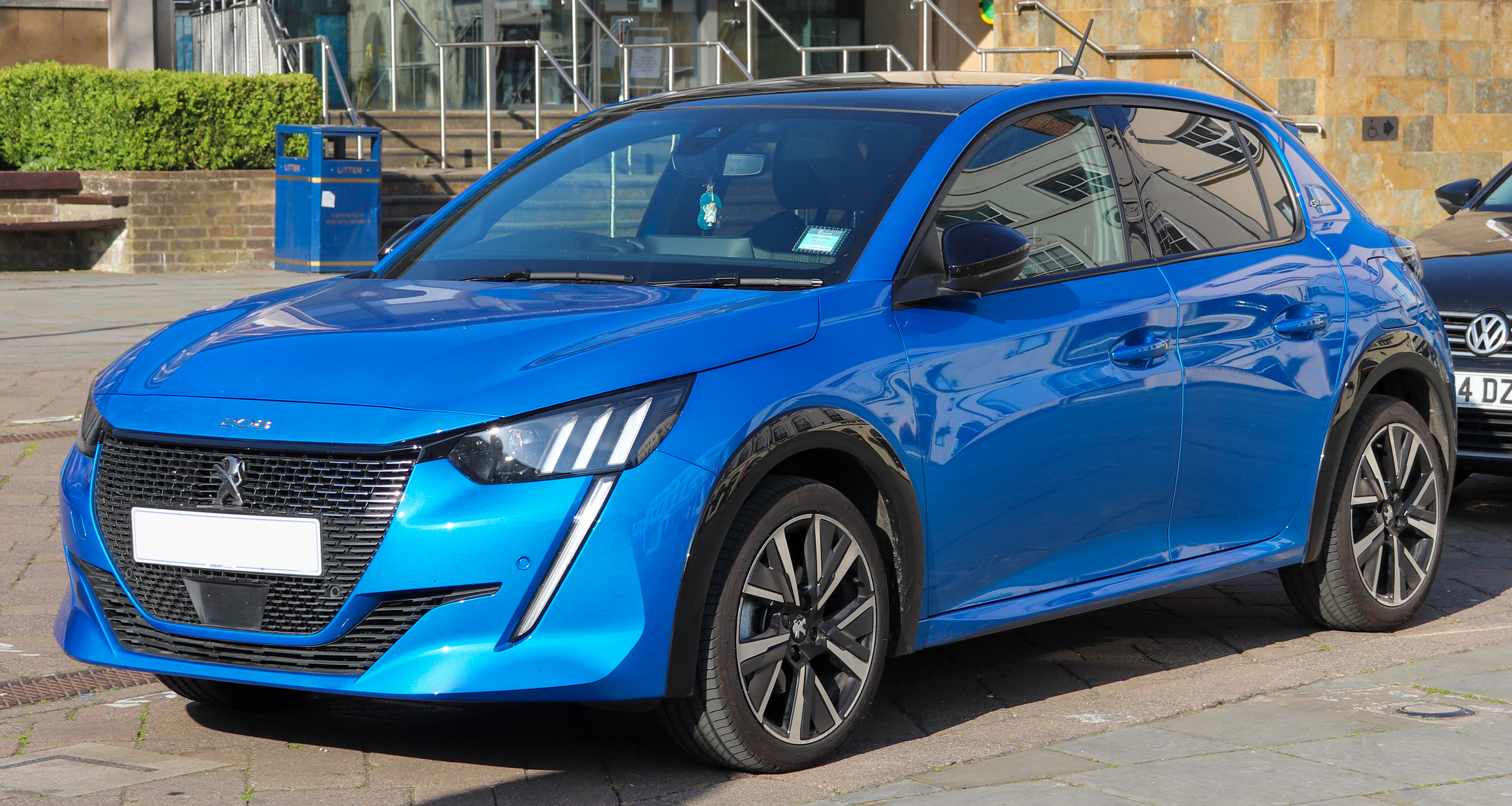
Peugeot 208 druhá generace

Vůz kategorie R2. Motor je upravený čtyřválec 1,6 VTi o výkonu 138 kW (188 koní). V Česku vůz představila na 48. Rally Šumava Klatovy posádka Jan Černý-Pavel Kohout.